# Hébert Valmond
Hébert Valmond (* 1949 oder 1950; † 18. Januar 2018) war ein Oberst und Chef des militärischen Geheimdienstes von Haiti während der Militärdiktatur zwischen 1991 und 1994 in Haiti.
Valmond gehörte als Kommandant der haitianischen Marine zu den führenden Militärs, die unter General Raoul Cédras im Jahr 1991 gegen den ersten demokratisch gewählten Präsidenten Haitis, Jean-Bertrand Aristide, putschten und das Land bis 1994 in einer Militärdiktatur regierten. Er war an dem am 24. April 1994 von den Forces Armées d’Haïti und Paramilitärs verübten Raboteau-Massaker beteiligt, bei dem nach Schätzungen etwa 20 Menschen getötet wurden.
Er wurde am 16. November 2000 von einem haitianischen Gericht in Abwesenheit zu einer lebenslangen Haftstrafe verurteilt.
Valmond lebte nach dem Ende der Militärdiktatur in Tampa und wurde im Januar 2003 von der US-Regierung an Haiti ausgeliefert. Während einer Militärrevolte konnte er jedoch am 29. Februar 2004 aus einer Strafanstalt flüchten.
Sein Grab befindet sich im Parc du Souvenir in Tabarre im Arrondissement Port-au-Prince.